# Vid (Metković)
Vid falu Horvátországban, Dubrovnik-Neretva megyében. Közigazgatásilag Metkovićhoz tartozik.

## Fekvése
Makarskától légvonalban 54, közúton 80 km-re délkeletre, Pločétól légvonalban 16, közúton 28 km-re északkeletre, községközpontjától 3 km-re északnyugatra a bosnyák határ mellett, a Norin-patak partján fekszik. A helyén állt az ókori Narona. Az ókori város fórumán áll a Narona régészeti múzeum.

## Története
A térség első ismert lakói valószínűleg a Neretva alsó folyása mentén élt illírek, a daorszok voltak, akiket később harcosabb illír törzsek, az audiusok és a dalmaták szorítottak vissza. Róluk tanúskodnak a környező hegyeken fennmaradt várromok és halomsírok. Az i. e. 4. században a görögök gyarmatosították a szigeteket és parti területeket és kedvező fekvése miatt a mai Metkovićtól 3 km-re északnyugatra kikötőt létesítettek. Ismert városuk volt Narona, mely éppen a mai Vid helyén állt. Lakói az illírekkel és a szárazföld belsejében élő népekkel kereskedtek, fegyvereket, ékszereket, ruhákat árultak. Narona jó stratégiai fekvésére a rómaiak is felfigyeltek, akik az illír háborúk idején a közelben katonai tábort létesítettek. Naronát valószínűleg Augustus római császár emelte colonia rangra, ettől fogva a neve Colonia Iulia Narona volt. Az 1990-es években Vid központjában végzett ásatások során római templom maradványait tárták fel és 16 fej nélküli római istenszobor is előkerült itt, melyek közül kiemelkedik egy Augustust istenként ábrázoló három méter magas szobor. A kereszténység elterjedése után Narona püspöki székhely lett, ahol több ókeresztény bazilikát is találtak. Említésre méltó a mai Szent Vid templom helyén állt bazilika jó állapotban fennmaradt keresztelőkútja. 

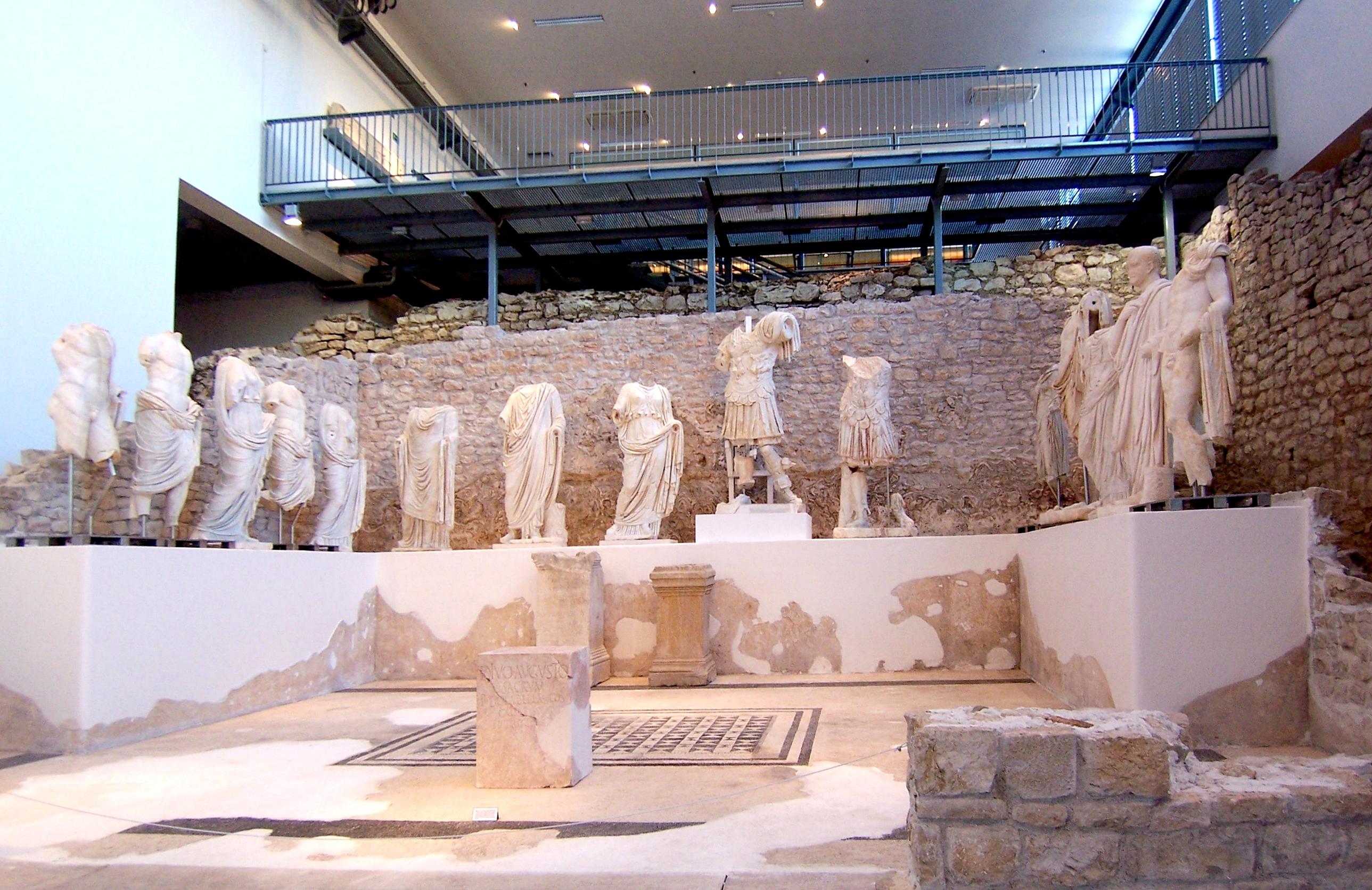
Istenszobrok a Narona régészeti múzeumban

Naronát a 7. század végén, vagy a 8. század elején foglalták el a pogány avarok és szláv segédnépeik. A város elestekor templomait is lerombolták. Területe valószínűleg a középkorban is folyamatosan lakott volt. Ezt igazolja, hogy a Szent Vid templom helyén állt ókori bazilika romjaira a 14. században késő középkori temető létesült, mely még a 16. században is használatban volt. Az egykori bazilika belsejében is tizenöt sírt tártak fel. A legújabb feltárások eredményei alátámasztják, hogy maga a Szent Vid templom is középkori eredetű. A török a 15. század második felében hódította meg ezt a vidéket. A Neretva bal partján felépítette Kula Norinska toronyerődjét, mely a térség legjelentősebb erődítménye volt. Az ókori Narona szerepét Drijeva kikötője vette át, mely valószínűleg a mai Gabela közelében volt a Neretva jobb partján. A térség először 1685-ben szabadult fel a török uralom alól, végleges felszabadulása csak az 1718-as pozsareváci béke alapján történt meg, mely a velencei-török határt a mai Gabela és Metković között húzta meg. Ez alapján Vid a Velencei Köztársaság része lett. Vid előbb a podjezerjei plébánia része volt, majd 1720 körül a borovci plébánia területéhez csatolták. 1733. május 25-én kelt rendeletében Stjepan Blašković makarskai püspök megalapította az önálló vidi plébániát, melyhez három település, Vid, Dragovija és Vratar tartozott. A velencei uralomnak 1797-ben vége szakadt és osztrák csapatok vonultak be Dalmáciába. 1806-ban az osztrákokat legyőző franciák uralma alá került, de Napóleon lipcsei veresége után 1813-ban újra az osztrákoké lett. 1857-ben 477, 1910-ben 769 lakosa volt.  1918-ban az új szerb-horvát-szlovén állam, majd később Jugoszlávia része lett. A második világháború idején a Független Horvát Állam része volt. 1965-ben felépült a település új plébániatemploma, melyet a Havas Boldogasszony tiszteletére szenteltek. 1972-ben megkezdődtek az első ásatások az ókori Narona feltárására, melyek az 1990-es évek elején folytatódtak. A településnek 2011-ben 796 lakosa volt.

## Népesség
| Lakosság változása | Lakosság változása | Lakosság változása | Lakosság változása | Lakosság változása | Lakosság változása | Lakosság változása | Lakosság változása | Lakosság változása | Lakosság változása | Lakosság változása | Lakosság változása | Lakosság változása | Lakosság változása | Lakosság változása | Lakosság változása |
| ------------------ | ------------------ | ------------------ | ------------------ | ------------------ | ------------------ | ------------------ | ------------------ | ------------------ | ------------------ | ------------------ | ------------------ | ------------------ | ------------------ | ------------------ | ------------------ |
| 1857               | 1869               | 1880               | 1890               | 1900               | 1910               | 1921               | 1931               | 1948               | 1953               | 1961               | 1971               | 1981               | 1991               | 2001               | 2011               |
| 477                | 551                | 532                | 594                | 686                | 769                | 963                | 1.053              | 1.080              | 1.146              | 1.256              | 1.070              | 674                | 748                | 779                | 796                |

(1857-ben, 1869-ben, 1921-ben és 1931-ben Prud lakosságát is ide számították.)

## Nevezetességei
- Az ókeresztény bazilika feltárási munkái 1972-ben kezdődtek Nenad Cambi, a spilti régészeti múzeum régésze vezetésével, de a terület teljes feltárására csak az 1990-ben és 1993-ban végzett ásatások során került sor, amikor a munkálatokat Emilio Marin vezette. A feltárások megerősítették, hogy az ókori városnak három bazilikája is volt. Az első az Erešove bare nevű helyen, a második a vízvezetéknél, a harmadik pedig a mai Szent Vid templom helyén állt. Az erešove barei bazilikát részben kiásták, míg a vízvezetéki bazilikát a megoldatlan tulajdonviszonyok miatt visszatemették.
- Az erešove barei bazilika egy még korábbi római villagazdaság helyén épült a 6. század végén, vagy a 7. század elején. Egyhajós épület volt narthex-szel, és apszissal, amely kívülről négyszögletes, belülről félköríves volt. Az apszis fala mellett belülről megtalálták a papok ülőhelyéül szolgáló padot. Feltárták az oltár előépítmény maradványait is, mely a papság helyét a hívektől elválasztotta.
- A Szent Vid templom helyén állt bazilika is egyhajós volt, keleten félköríves apszissal, nyugaton narthex-szel, északon és délen pedig annex-szel. Az északi annexben 1992-ben ókeresztény keresztelőkápolnát tártak fel nyolcszögű keresztelőmedencével. Dalmáciában egyedülálló abban a tekintetben, hogy többszínű márványból készült. Narona elestekor a bazilikát is lerombolták és romjaira a 14. században késő középkori temető létesült, mely még a 16. században is használatban volt. A bazilika belsejében tizenöt sírt tártak fel.

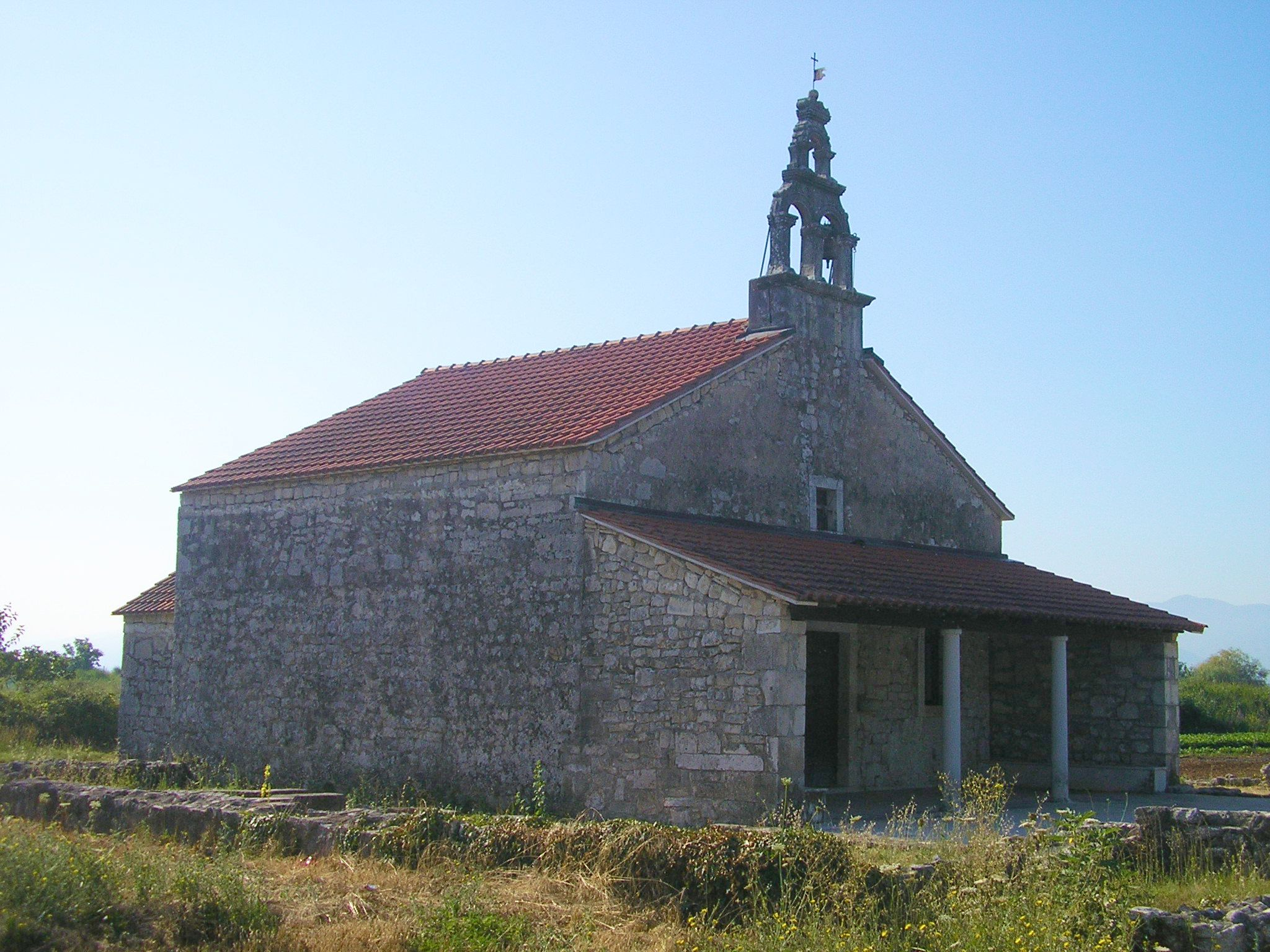
A Szent Vid templom

- Szent Vid tiszteletére szentelt temploma[5] a település bejáratánál áll. Egyhajós épület négyszögletes apszissal, homlokzata felett három harang számára kialakított nyitott harangtoronnyal. A fedett narthexet 1900-ban építették. A Neretva völgyének egyik legrégibb, ma is álló temploma. Feltételezhetően még a török megszállás előtt épült. Korábban a 16. századra keltezték, de a legújabb feltárások ezt cáfolni látszanak. Biztosan állítható, hogy egy nagyobb ókeresztény templom helyén épült, mely az ókori Narona három bazilikájának egyike volt. A régészeti feltárások során tizenöt, 14. és 15. századi sírt találtak a területén. Az utóbbi évtizedekben állapotától függően sokszor volt zárva. 1901 és 1961 között a település plébániatemploma volt, ezt a funkcióját a mai plébániatemplom felépítése után veszítette el. Mai formáját 1995-ben kapta. Berendezéséből említésre méltó Szent Vid fából faragott szobra, valamit Szűz Mária képe és egy kisebb gyűjtemény a régészeti feltárások leleteiből, melyet a helyi múzeum munkatársai állítottak össze.

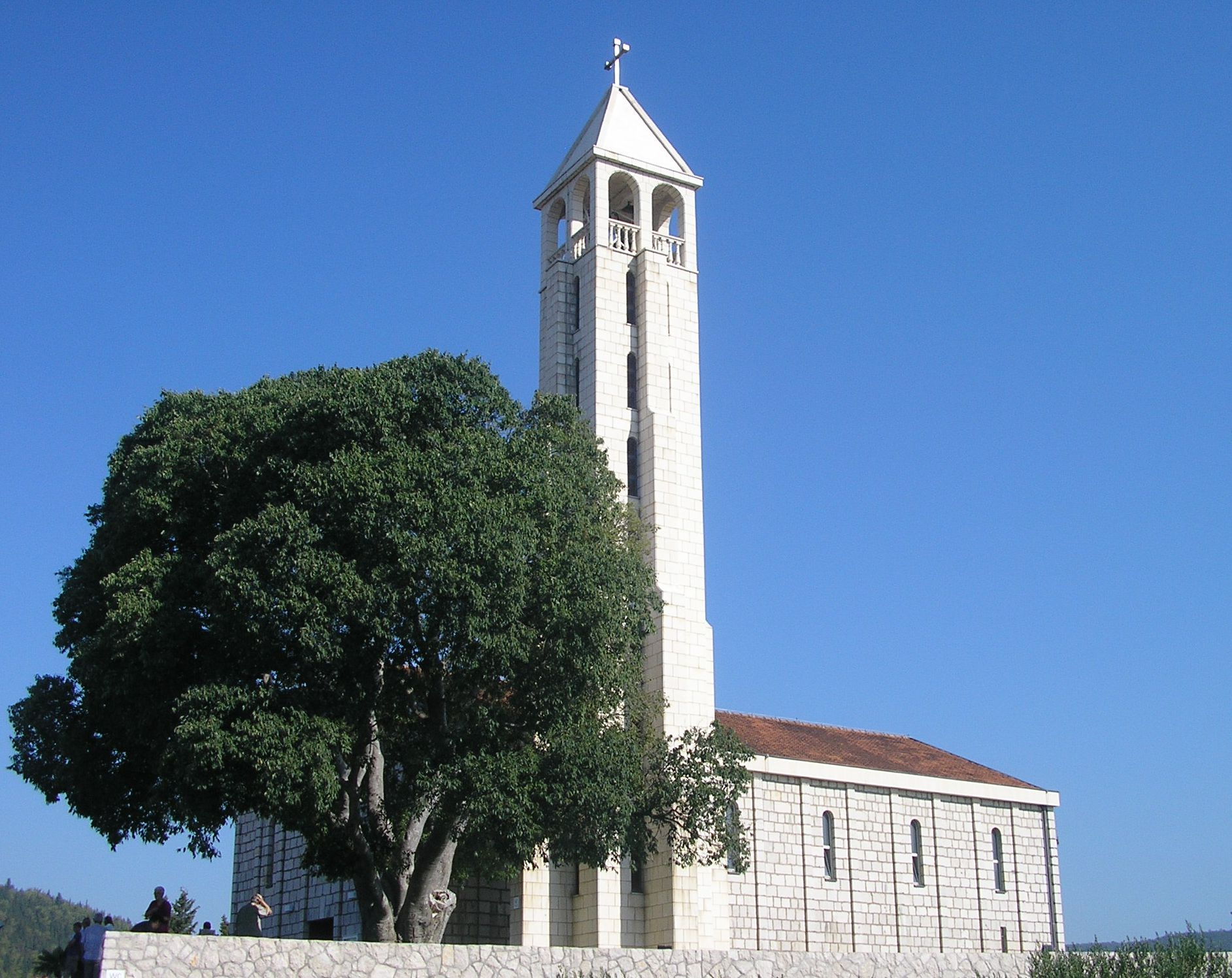
A Havas boldogasszony plébániatemplom

- A Havas boldogasszony tiszteletére szentelt plébániatemploma (helyi elnevezése Gospe Ledene, azaz jeges boldogasszony) a település feletti dombra épült. E helyen korábban két templom is állt. A Szűz Mária templomot még a török hódítás előtt építették és a törökök rombolták le. Amikor a település felszabadult a török uralom alól a helyére egy kisebb templomot építettek. A népesség növekedésével már 1901-ben elhatározták, hogy lebontják és a helyére nagyobb templomot építenek. A II. világháborúig azonban csak a falak épültek meg. A mai plébániatemplom végül csak 1955 és 1965 között épült fel Ejnar Dyggve dán származású építész és régész tervei szerint. Felszentelését 1965. május 1-jén Frane Franić split-makarskai érsek végezte. 27 méter magas harangtornya csak nyolc évvel később épült fel Đena Hamzić tervei szerint. Berendezésének legértékesebb darabja Szűz Mária képe, ismeretlen velencei mester alkotása a 17. század végéről, vagy  a 18. század elejéről, melyet a Szent Vid templomból hoztak át (ma a plébánia épületében található). A bejárat fölé építették be a korábbi templom rozettáját, valamint Marija Ujević-Galetović szobrászművész Szűz Máriát ábrázoló bronzszobrát. A templom belsejét díszítő mozaik Stjepan Skok alkotása, mely Krisztus megkeresztelését ábrázolja. Rajta kívül még egy Szűz Mária és a egy Páduai Szent Antal szobor található a templomban.
- A Narona régészeti múzeum az ország első in situ múzeuma, melyet az ősi Narona központjában, a feltárások helyén építettek. Építésének előzménye az volt, hogy 1995-ben és 1996-ban a Plečašove štale nevű helyen végzett régészeti feltárások során szenzációs leletek kerültek elő, egy Augustus császárnak szentelt római templom maradványai és 16 márvány istenszobor. Már akkor felvetődött, hogy ezeket a páratlan leleteket ott kellene bemutatni, ahol előkerültek. A múzeum alapkövét 2004. július 19-én helyezték el és 2007. május 18-án nyílt meg a nagyközönség előtt. A nyári hónapokban a múzeum teraszán rendezik meg a Naronitansko kulturno ljeto, azaz a Naronai kulturális nyár eseményeit, melynek keretében színházi előadásokat, kiállításokat, koncerteket és könyvbemutatókat szerveznek.
- Domagoj fejedelem emlékműve, mely a fejedelmet három íjász és egy kopjás között harc közben ábrázolja Stjepan Skok szobrászművész alkotása.
- Ereš tornya egy négyzet alaprajzú torony,[6] mely az ősi Narona falainak déli szakaszán épült. A torony egy földszinti és két emeleti részből áll, nyeregtetővel fedve. Szabálytalan kövekből épült, keleti falához pedig egy kisebb földszintes ház került. A torony falai közé számos ókori töredéket építettek: feliratokat, dombormű töredékeket és figurális szobrászati elemeket. A tornyot a 19. század első felében építtette Bariša Ereš pap, akiről a nevét is kapta.
- Védett régi lakóházak a Markota[7] és a Bukovac-Šiljeg-ház.[8] Mindkettő kőből épült a 18. század végén és a 19. század elején lakó- és gazdasági épületrésszel.

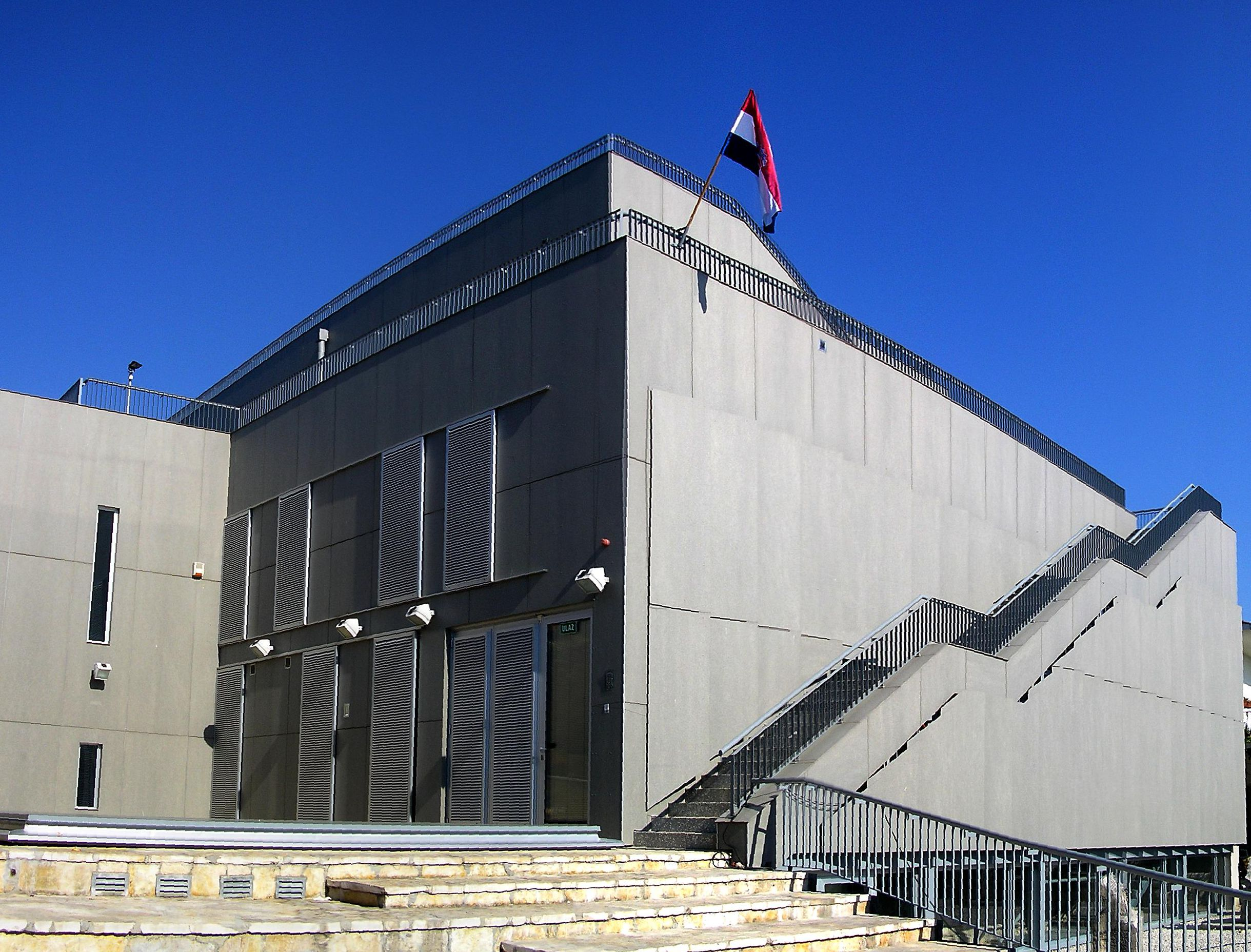
A Narona régészeti múzeum

## Kultúra
A nyári hónapokban a régészeti múzeum teraszán rendezik meg a "Naronitansko kulturno ljeto", azaz a Naronai kulturális nyár eseményeit, melynek keretében színházi előadásokat, kiállításokat, koncerteket és könyvbemutatókat szerveznek.

## Egyesületek
A "Narona" múltfeltáró, sport és kulturális társaságot 1930-ban alapították, mely az alábbi egyesületeket foglalja magában:
- Domagoj Kalózai Hajós Egyesület
- Domagoj Lövészei Egyesület
- Vidonja Lakóinak Vidám Társasága
- MNK Vid kispályás labdarúgó egyesület
- Ženski MNK Vid kispályás női labdarúgó egyesület
- Fiatal Vidiek Egyesülete
- KUD Župa Vid a vidi plébánia kulturális és művészeti egyesülete
- Vidi és Vidonjai Házasok Egyesülete

## Sport
2005 óta minden év augusztus 4-én a település védőszentjének a Havas Boldogasszony ünnepének előestéjén a Neretvai Maraton nevű evezősverseny nyitányaként rendezik meg a vidi plébánia védnökségével a Norin-patakon a Domagoj kupát.